# Посёлок торфяников сушильного комбината
Посёлок торфяников сушильного комбината — упразднённый в 1964 году посёлок в Стародубском районе Брянской области России. Входил в состав Картушинского сельсовета, в XXI веке — территория Занковского сельского поселения.

## География
Климат умеренно континентальный.

## История
В 1964 году Указом Президиума Верховного Совета РСФСР посёлки Березгуновка, торфяников сушильного комбината (Торфяник Сушкомбината) и Красный Торфяник', фактически слившиеся в один населённый пункт, объединены в посёлок Дружный.

## Инфраструктура
Велась добыча торфа для нужд сушильного комбината (после 1991 года Стародубский Сушильный завод, сейчас консервный завод ОАО «Консервсушпрод»).